# Tratado de Berlim (1878)
O Tratado de Berlim, concluído em 13 de julho de 1878, foi acordado entre as principais potências da Europa e o Império Otomano, e determinou o estabelecimento de um verdadeiro regime de controle permanente sobre a administração interna do império, de maneira a garantir o que os europeus invocavam como um mínimo aceitável de direitos, em particular a "liberdade religiosa" para os cidadãos submetidos à lei turca.
Assinado no final do Congresso de Berlim, modificou o Tratado de Santo Estêvão, ao qual se opunham o Reino Unido e o Império Austro-Húngaro, e que instituía a "Bulgária Maior".[carece de fontes?]
O Tratado de Berlim reconheceu a independência dos reinos da Roménia, em 1881, da Sérvia, em 1882, de Montenegro, em 1910 e a autonomia da Bulgária, embora esta última permanecesse sob tutela formal do Império Otomano e fosse dividida em três partes: o Principado da Bulgária, a província autónoma da Rumélia Oriental e a Macedónia, devolvida aos otomanos, impedindo os planos russos para uma Bulgária Maior russófila. A província otomana da Bósnia e Herzegovina, bem como o antigo Sanjaco de Novi Pazar, foram colocados sob ocupação austro-húngara, embora formalmente continuassem a integrar o Império Otomano.[carece de fontes?] A administração da Ilha do Chipre passou a pertencer ao Reino Unido
Os três recém-independentes estados proclamaram-se como reinos (Reino da Roménia em 1881, Reino da Sérvia em 1882 e Reino do Montenegro em 1910), enquanto a Bulgária proclamaria a independência total em 1908, após se unir à Rumélia Oriental em 1885. A Áustria-Hungria anexou a Bósnia em 1908, despoletando uma séria crise europeia.[carece de fontes?]
O Tratado de Berlim concedeu estatuto jurídico especial para alguns grupos religiosos, mas também serviu de modelo para o Sistema de Minorias , que foi posteriormente estabelecido no âmbito da Liga das Nações. Também vagamente chamado para uma retificação fronteira entre a Grécia e o Império Otomano, que ocorreu após longas negociações em 1881 com a transferência de Tessália à Grécia.[carece de fontes?]
De acordo com o historiador britânico A. J. P. Taylor: "Se o tratado de San Stefano tivesse sido mantido, tanto o Império Otomano e Áustria-Hungria poderiam ter sobrevivido até os dias atuais. Os ingleses, com exceção de Beaconsfield em seus momentos mais selvagens, esperavam menos e eram portanto, menos desapontados." Salisbury escreveu no final de 1878: "Vamos criar uma espécie frágil de domínio turco no sul dos Bálcãs. Mas é uma mera trégua. Não há vitalidade neles".